# Улица Зелинского (Великий Новгород)
Улица Зели́нского — одна из улиц Великого Новгорода. Находится в западной части города.
Проходит с востока на запад от улицы Космонавтов до улицы Коровникова. Имеет перекрёстки с проспектом Мира и улицами Ломоносова и Кочетова. Протяжённость — 2260 м.
В 1966 году планировалась как улица Зеленина. Образовалась в 1968 году. Названа по имени российского химика Н. Д. Зелинского. Застроена многоквартирными жилыми домами.

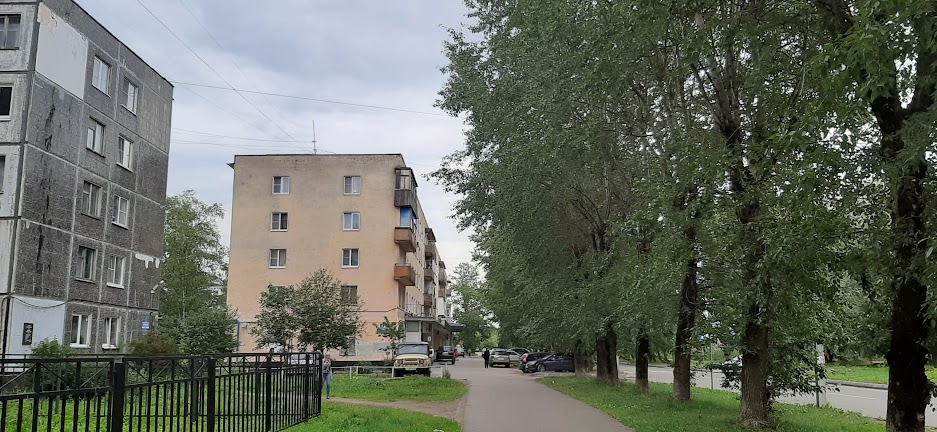
Улица Зелинского 4 корпус 1

На улице расположены: Городская больница № 1, гимназия № 3(Бывшая школа 24), школы № 10, 23. Творческий центр «Визит»(Бывшая школа 24)

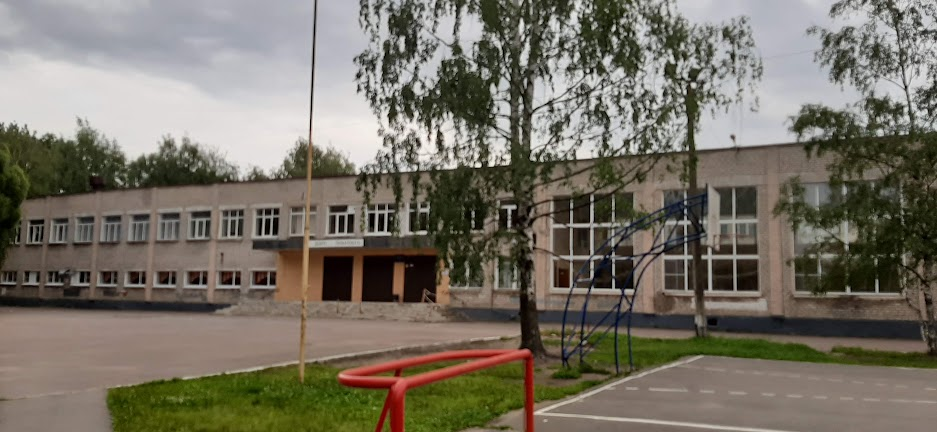
Школа 23 на улице Зелинского